# Tolga Safer
Tolga Safer, est un acteur britannique, né le 26 juin 1982 à Londres.
Il est surtout connu pour son rôle d'assistant d'Igor Karkaroff dans Harry Potter et la Coupe de feu, un rôle qui n'apparaît cependant pas dans le livre.

## Biographie
Tolga Safer naît le 26 juin 1982 à Londres de parents chypriotes. Il commence sa carrière d'acteur à l'âge de sept ans dans des pièces de théâtre et a suivi une formation à la Sylvia Young Theatre School.
Tolga auditionna pour le rôle de Viktor Krum mais ce dernier fut gagné par Stanislav Ianevski. Les producteurs, voulant tout de même lui assurer un rôle dans le film, lui donnèrent celui d'assistant du professeur Karkaroff, d'où l'absence de ce personnage dans le livre.

## Filmographie

### Cinéma

#### Longs métrages
- 2004 : Cultural Menace de Erim Metto : Timur
- 2005 : Harry Potter et la Coupe de feu (Harry Potter and the Goblet of Fire) de Mike Newell : l’assistant d'Igor Karkaroff
- 2007 : Sugarhouse (film) (en) de Gary Love (en) : Sef
- 2007 : Shoot on Sight de Jag Mundhra : Aziz, un prédicateur musulman
- 2014 : Desert Dancer de Richard Raymond : Stephano
- 2017 : American Assassin de Michael Cuesta : Kamil, l'assistant de Sharif
- 2017 : Trendy de Louis Lagayette : Mesut

#### Court métrage
- 2004 : Get the Picture de Rupert Wyatt : Militia

### Télévision

#### Séries télévisées
- 2004 : Casualty : Wayne Pitt (saison 18, épisode 42)
- 2006 : Doctors : Ahmet Gul (saison 8, épisode 69)
- 2007 : Casualty : Michael Canakis (saison 21, épisode 33)
- 2015 : Spotless : Hakan (3 épisodes)
- 2016 : New Blood (TV series) (en) : Yusef (saison 1, épisode 6)
- 2018 : Britannia : Aziz (saison 1, épisode 9)
- 2023: Viking Valhala: Kurya (saison 2)